# Каппелла-Маджоре
Каппе́лла-Маджо́ре (итал. Cappella Maggiore) — коммуна в Италии, располагается в провинции Тревизо области Венеция.
Население составляет 4412 человека, плотность населения составляет 401 чел./км². Занимает площадь 11 км². Почтовый индекс — 31012. Телефонный код — 0438.
Покровительницей коммуны почитается святая равноапостольная Мария Магдалена, празднование 22 июля.

## Города-побратимы
- Эрлстон, Великобритания (2004)
- Цорнединг, Германия (2013)